# Malax
Malax (fiń. Maalahti) – gmina w Finlandii, położona w zachodniej części kraju, należąca do regionu Ostrobotnia.